# Nikolaj Jevmenov
Nikolaj Anatoljevič Jevmenov (rusky Николай Анатольевич Евменов; * 2. dubna 1962) je ruský admirál, který sloužil jako vrchní velitel ruského námořnictva. 
Podle ruských serverů Izvestija a Fontanka byl ze své funkce v březnu 2024 odvolán a nahradil ho admirál Alexandr Moisejev. Informaci potvrdila 10. března 2024 státní zpravodajská agentura TASS.

## Život
Jevmenov se narodil 2. dubna 1962 v Moskvě. V letech 1982 až 1987 studoval na Vyšší námořní ponorkovou školu, poté byl v letech 1987 až 1991 jmenován velitelem oddělení elektronické navigace navigační jednotky (BCh-1) jaderné ponorky Tichomořského loďstva.
V letech 1995 až 1997 studoval na Námořní akademii N. G. Kuzněcova. V letech 1997 až 1999 velel ponorkám s balistickými raketami v Tichomořské flotě. V letech 1999 až 2006 byl náčelníkem štábu, zástupcem velitele a následně velitelem 25. ponorkové divize Tichomořské floty, studoval na Vojenské akademii Generálního štábu ozbrojených sil Ruska v letech 2001 až 2003. V roce 2012 se Jevmenov stal zástupcem velitele Severního loďstva, v roce 2016 se stal velitelem a v roce 2017 byl povýšen na admirála.

### Vrchní velitel ruského námořnictva
Jevmenov byl jmenován vrchním velitelem ruského námořnictva dne 3. května 2019 jako nástupce admirála Vladimira Koroljova. V listopadu Jevmenov navštívil Japonsko. Během setkání s Hirošim Jamamurou, náčelníkem štábu japonských námořních sebeobranných sil, byl Jevmenov vyfotografován na pozadí portrétu Heihačira Tógó, japonského vrchního velitele Spojeného loďstva, který porazil ruskou flotu během bitvy u Cušimy v rusko-japonské válce.
Podle ruských serverů Izvestija a Fontanka byl Jevmenov ze své funkce v březnu 2024 odvolán a nahradil ho admirál Alexandr Moisejev, který velel Severnímu loďstvu a nyní má titul prozatímního vrchního velitele. Změna může souviset s neúspěchy ruského námořnictva v Černém moři.

### Sankce
V únoru 2022 byl Jevmenov zařazen na sankční seznam Evropské unie za to, že je „odpovědný za aktivní podporu a provádění akcí a politik, které narušují a ohrožují územní celistvost, svrchovanost a nezávislost Ukrajiny, jakož i stabilitu nebo bezpečnost na Ukrajině“.